# Villanueva del Arzobispo
Villanueva del Arzobispo é um município da Espanha na província de Jaén, comunidade autónoma da Andaluzia, de área 178,09 km² com população de 8728 habitantes (2004) e densidade populacional de 49,01 hab/km².

## Demografia
| Variação demográfica do município entre 1991 e 2004 | Variação demográfica do município entre 1991 e 2004 | Variação demográfica do município entre 1991 e 2004 | Variação demográfica do município entre 1991 e 2004 |
| --------------------------------------------------- | --------------------------------------------------- | --------------------------------------------------- | --------------------------------------------------- |
| 1991                                                | 1996                                                | 2001                                                | 2004                                                |
| 8555                                                | 8495                                                | 8576                                                | 8728                                                |